# دونكان ليشيسا
دونكان ليشيسا (بالإنجليزية: Duncan Lechesa)‏ (26 يوليو 1976 ببلومفونتين في جنوب أفريقيا - ) هو لاعب كرة قدم جنوب أفريقي في مركز الوسط. لعب مع أياكس كيب تاون ونادي بلاك ليوباردز وFree State Stars F.C. ‏ وPolokwane City F.C. ‏ ونادي بلومفونتين سيلتيك.